# Kreuzweg (Tauberbischofsheim)

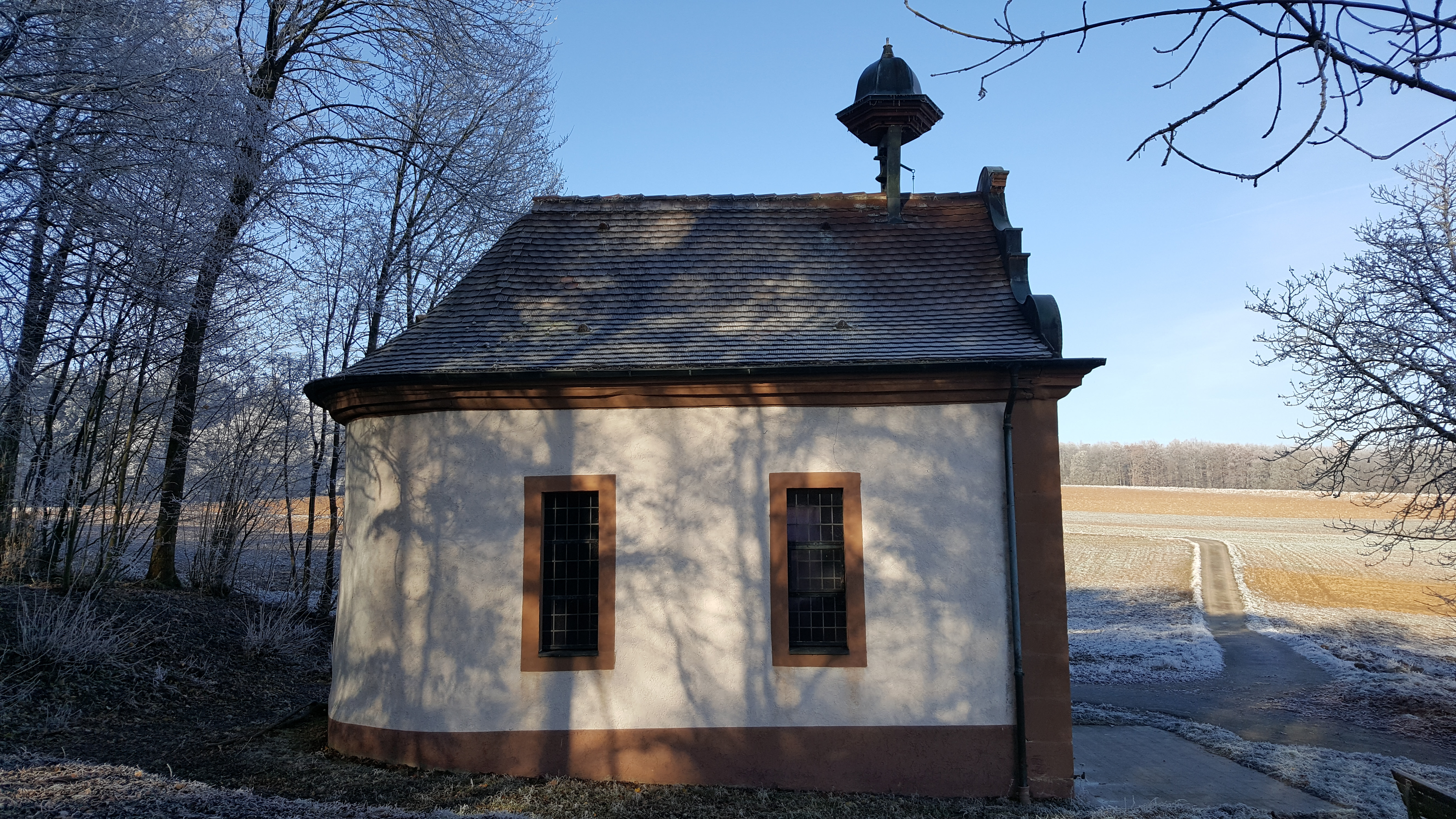
Der sieben Stationen umfassende Prozessionsweg endet an der Stammbergkapelle.

Der Kreuzweg in Tauberbischofsheim im Main-Tauber-Kreis in Baden-Württemberg führt den Stammberg hinauf bis zur Stammbergkapelle. Der Stationsweg wurde im 18. Jahrhundert errichtet und steht als Kulturdenkmal der Stadt Tauberbischofsheim unter Denkmalschutz.

## Lage
Der Weg beginnt bei den Häusern an der Königheimer Straße, unmittelbar nach dem Hotel St. Michael am Stammbergweg und führt den Stammberg hinauf bis zur gleichnamigen Stammbergkapelle. Er befindet sich auf einem bekannten Wallfahrtsweg bis zum Blutwunder von Walldürn.

## Geschichte
Der Stationsweg wurde im Jahre 1772 „Zu Ehren der schmerzhaften Muttergottes“ von Anna-Maria Ziglerin errichtet. Die ursprünglichen Gemälde waren nach über 100 Jahren so stark verwittert, dass sie durch den Heidelberger Kunstmaler Peter Rauth erneuert werden mussten. Am 7. Juni 1894 fand die Einweihung der erneuerten Stationen durch den Weihbischof Justus Knecht statt. Im Jahre 1956 wurden die Stationsgemälde durch Mosaikbilder des Konstanzer Malers Peter Diederichs ersetzt.

## Beschreibung
Der Pilgerweg zur Stammbergkapelle verfügt über sieben Stationen, die an das Gedächtnis der sieben Schmerzen Mariens anhand der Weissagung des Simeon anknüpfen. Die Verehrung der Schmerzen Mariens entstand bereits im Mittelalter. Auf jedem Mosaikbild der einzelnen Kreuzwegstationen ist ein Schwert zu sehen, das in das Herz der Mutter Jesu sticht. Dies soll ein Vergleich mit dem Kreuz und damit ein Symbol für die Schmerzen Mariens darstellen. Mit den sieben Leiden Marias sind gemeint:

Die „sieben Schmerzen Mariens“ an den sieben Stationen zur Stammbergkapelle
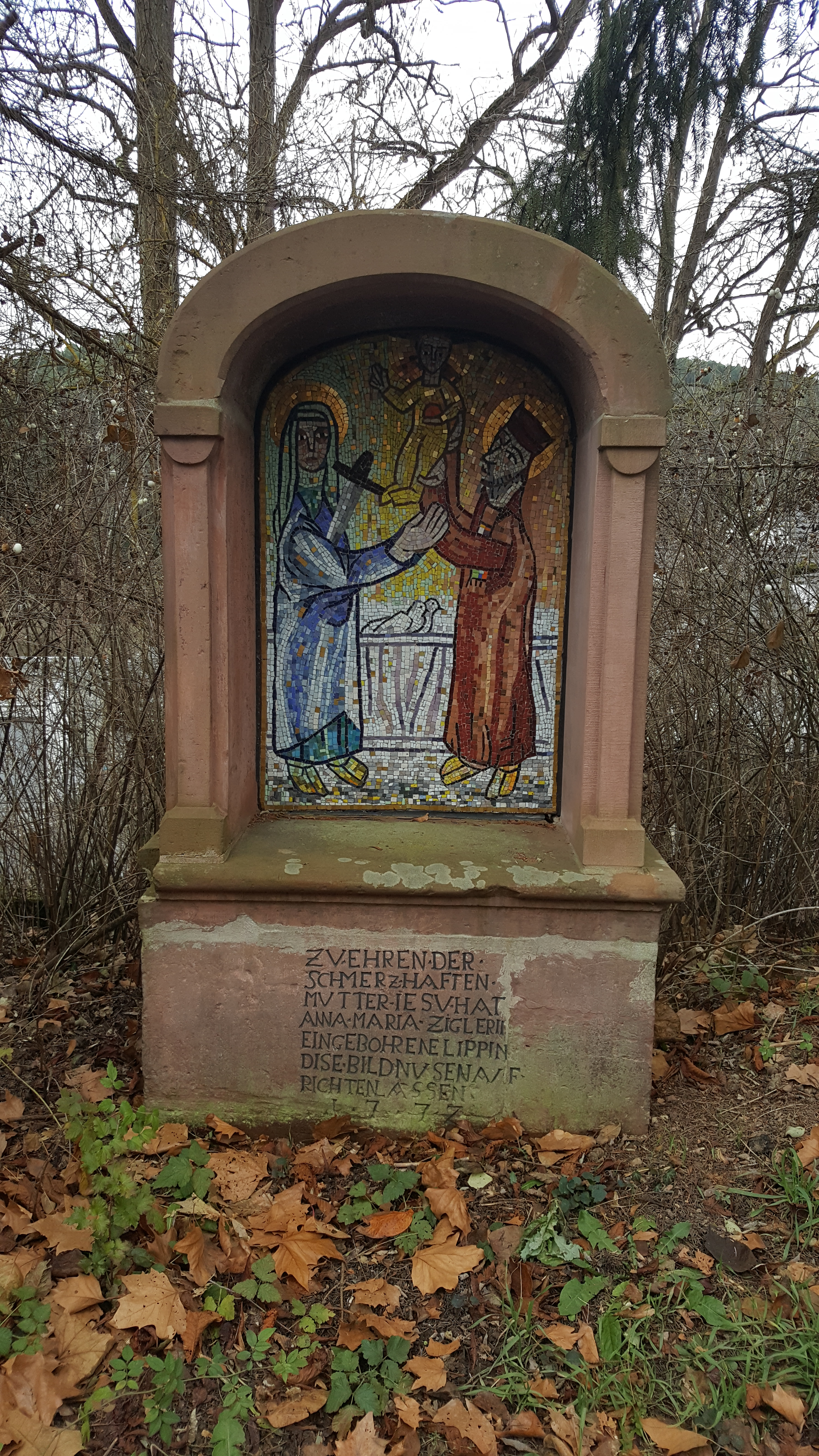
I. Die Prophezeiung des Simeon: „Deine Seele wird ein Schwert durchdringen“ (Lk 2,34–35 EU)
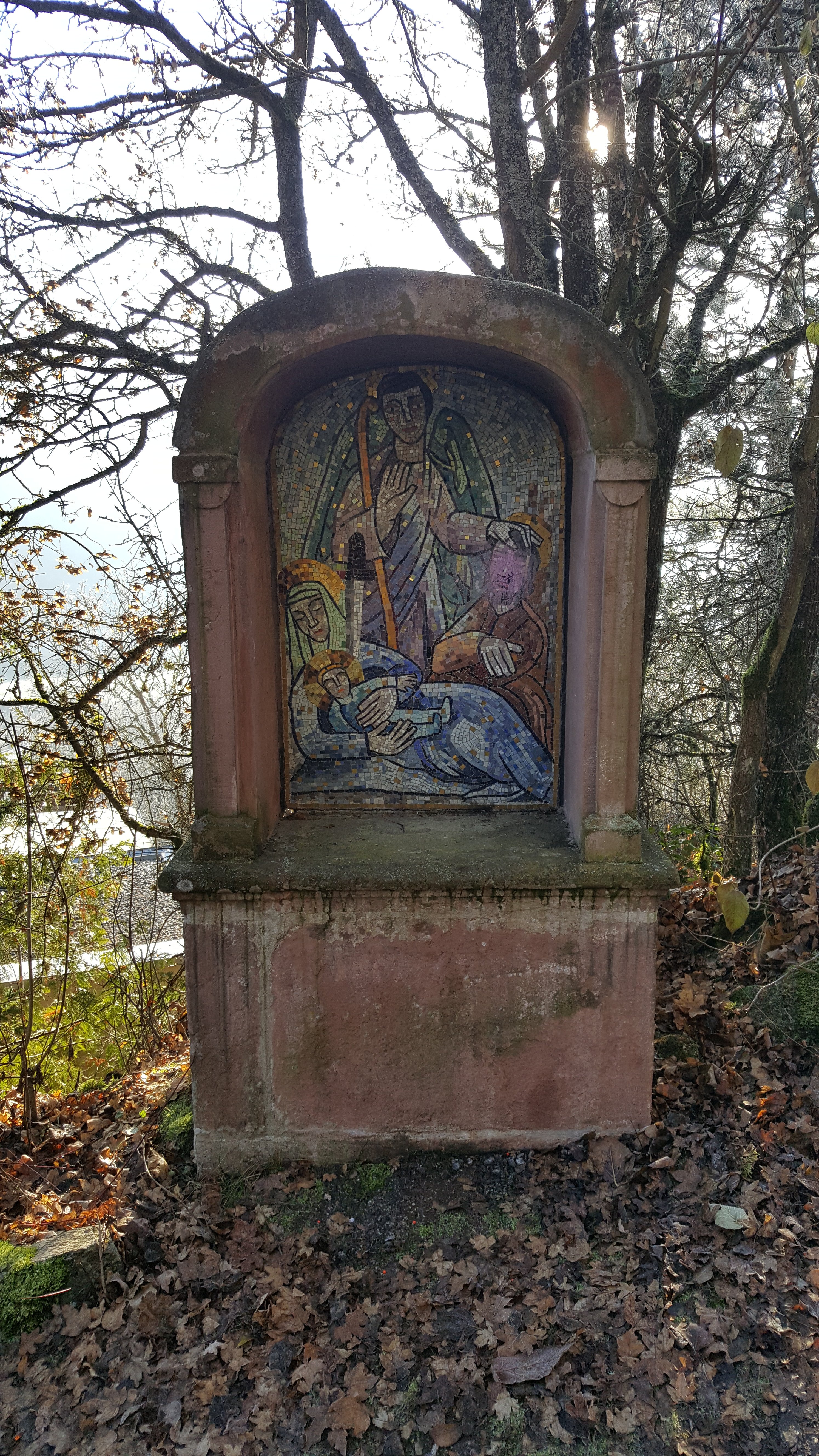
II. Die Flucht nach Ägypten (Mt 2,13–15 EU)
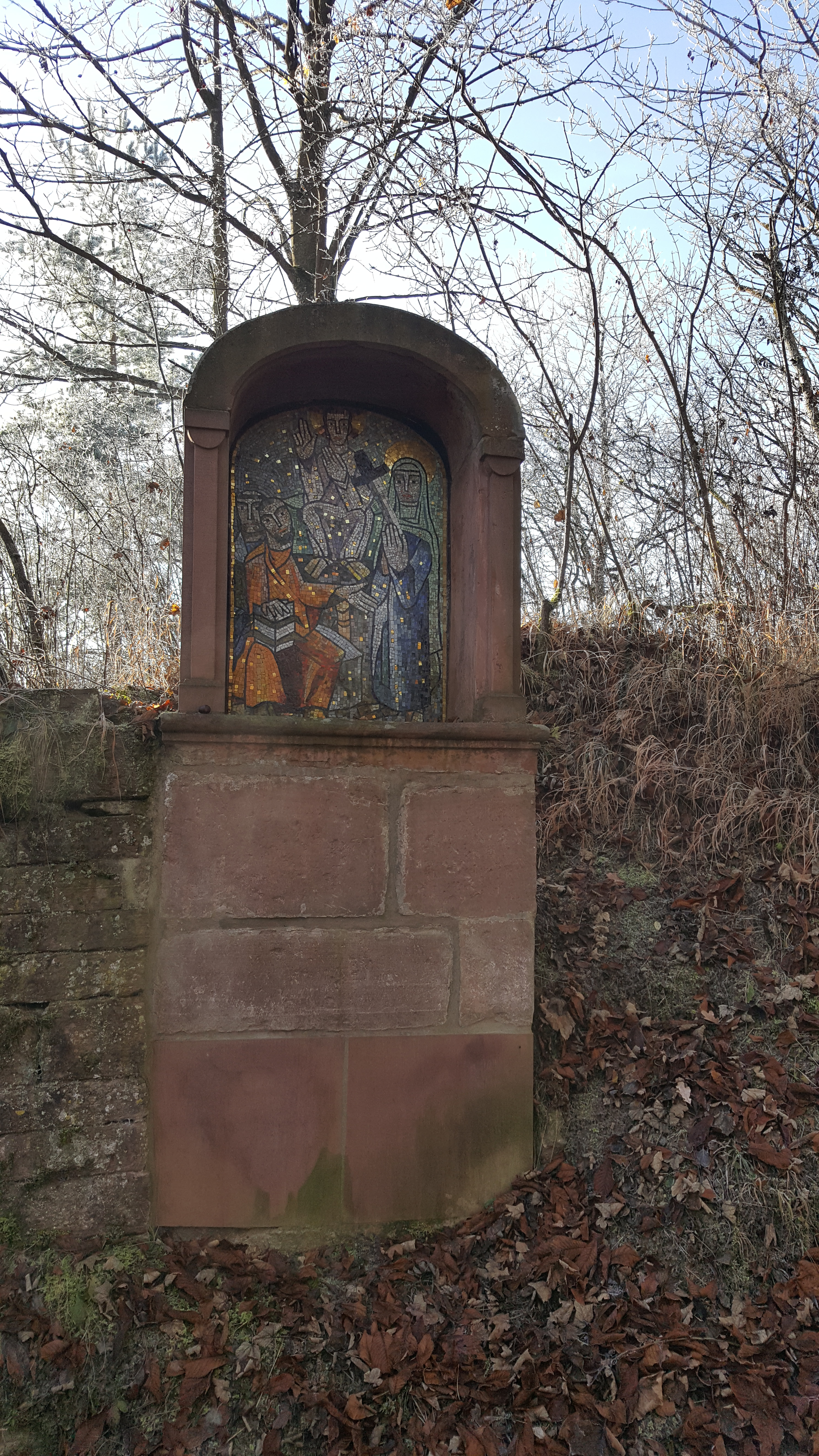
III. Die Sorge um den zwölfjährigen Jesus in Jerusalem (Lk 2,43–45 EU)
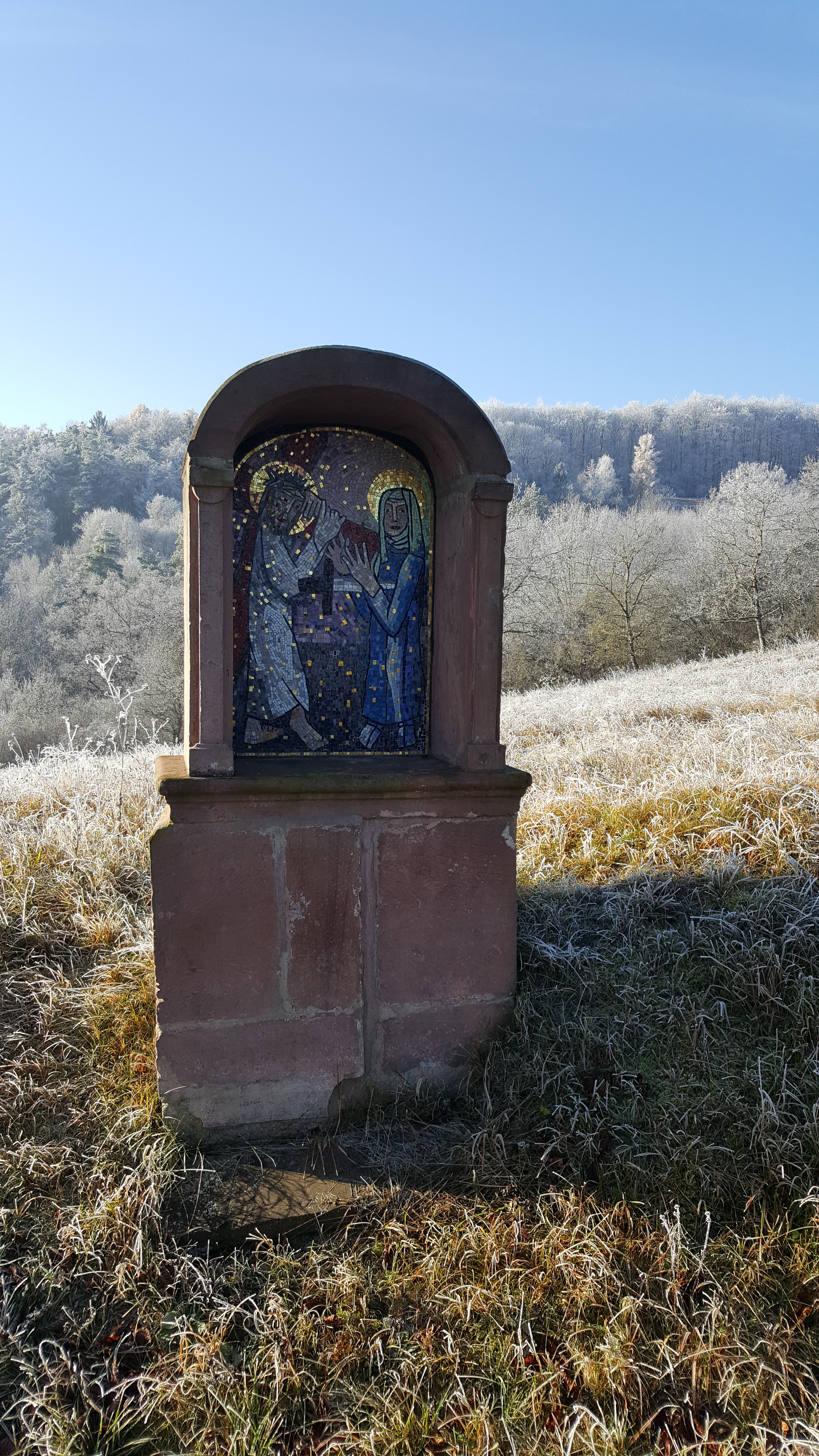
IV. Die Begegnung von Mutter und Sohn am Kreuzweg (unbiblische Szene)
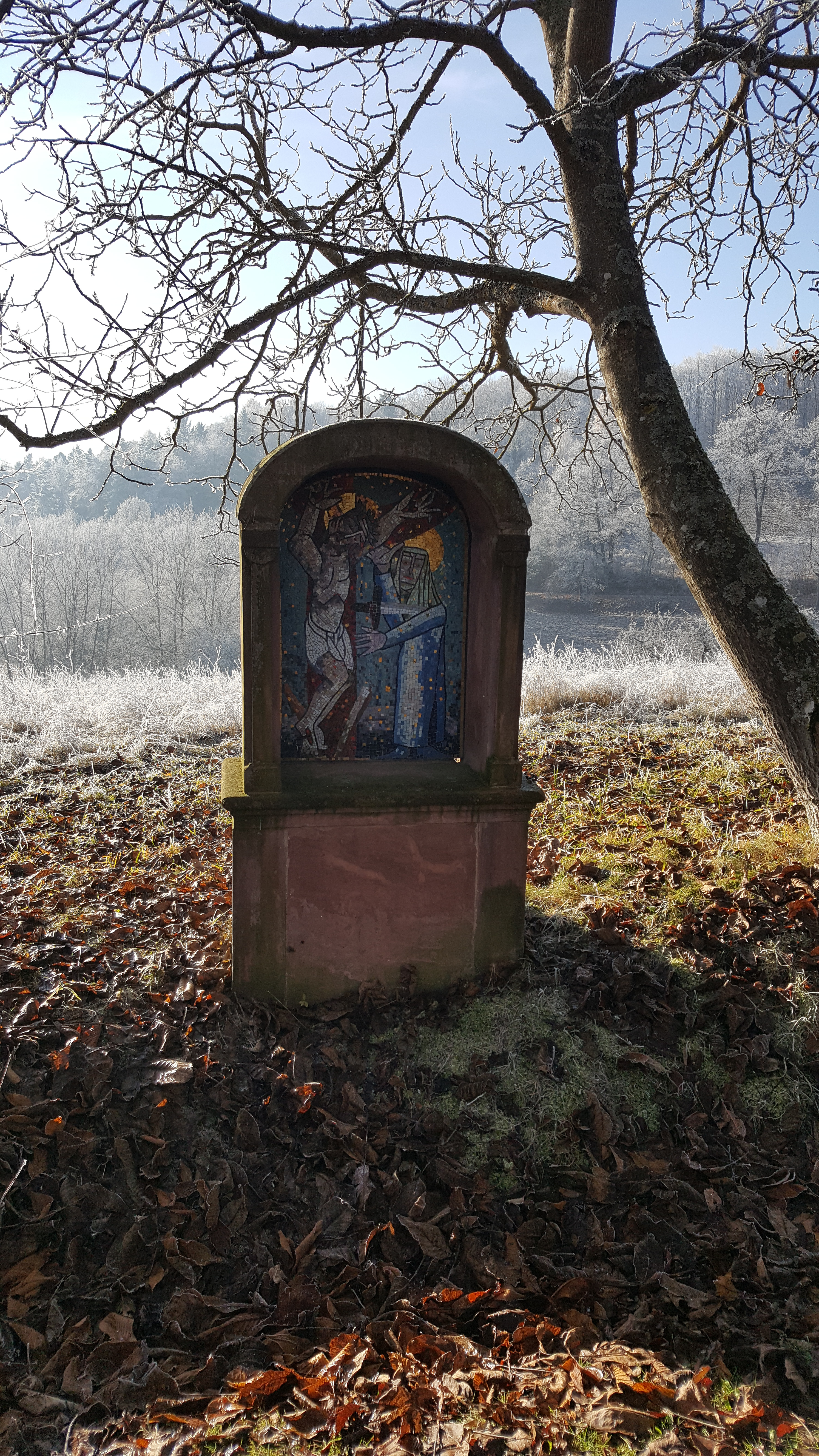
V. Das Ausharren unter dem Kreuz (Joh 19,17–39 EU)
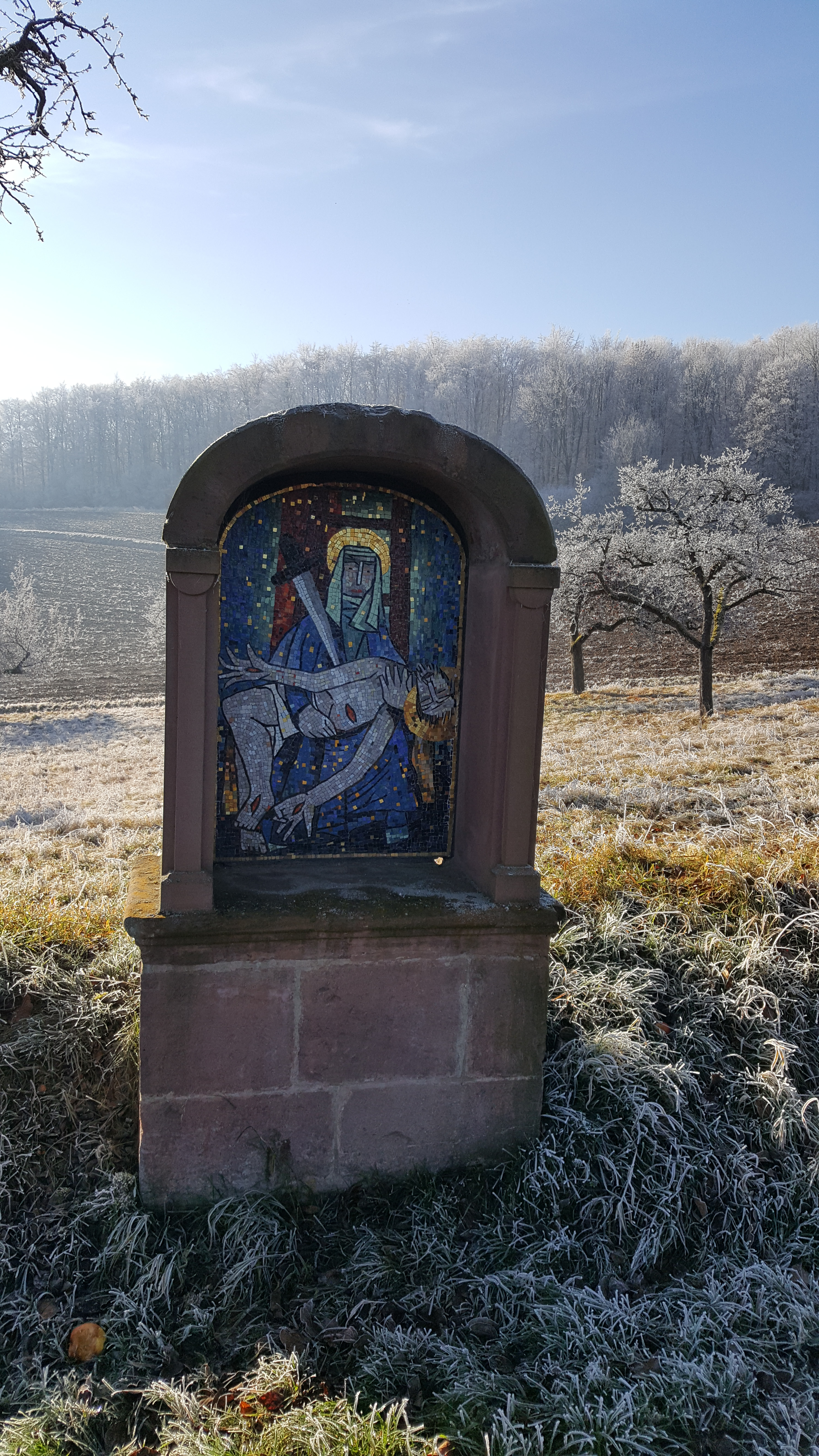
VI. Die Umarmung des Leichnams Jesu (vgl. Beweinung Christi)
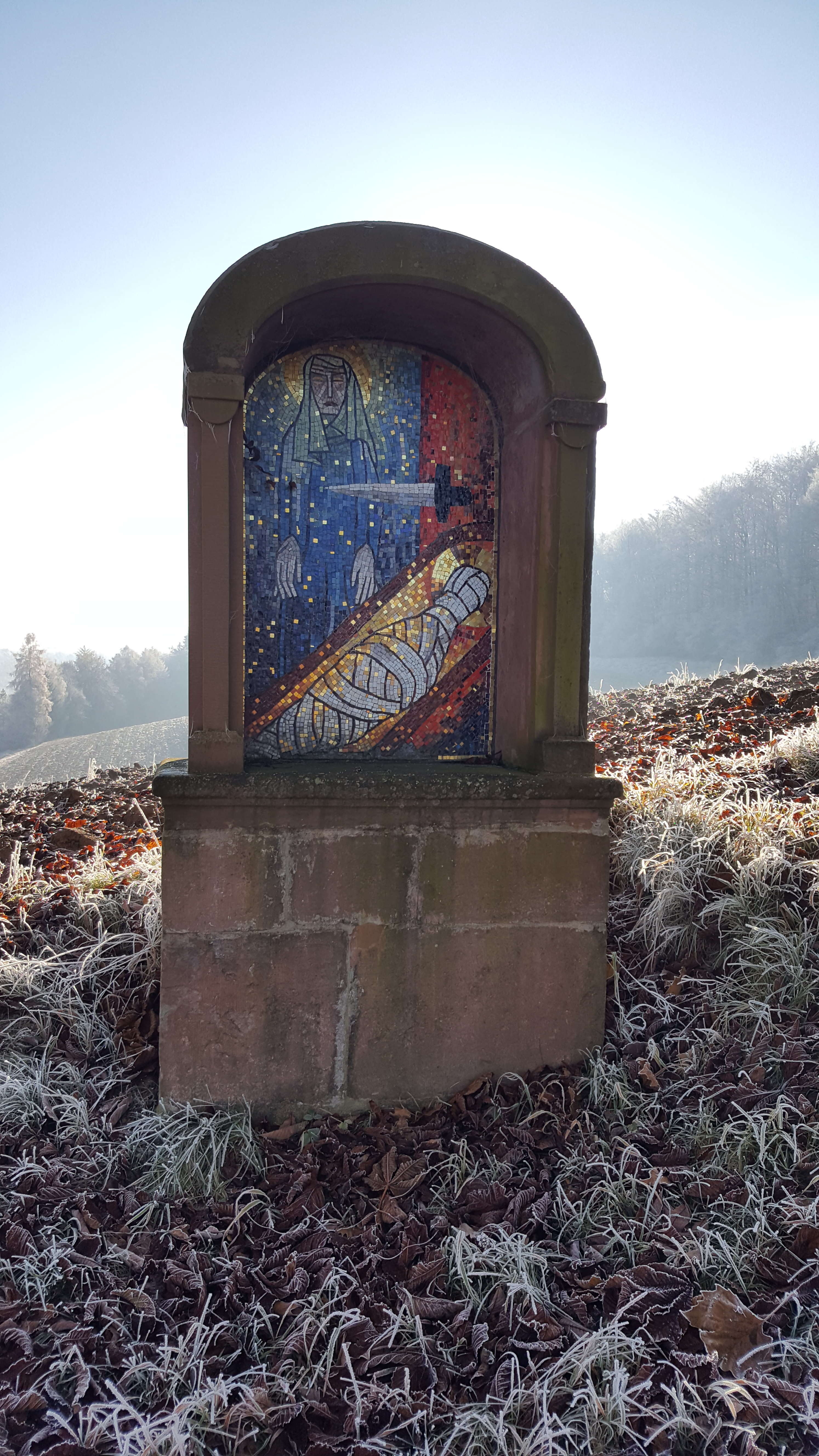
VII. Die Grablegung Jesu (Joh 19,40–42 EU)